# チーズバーガー

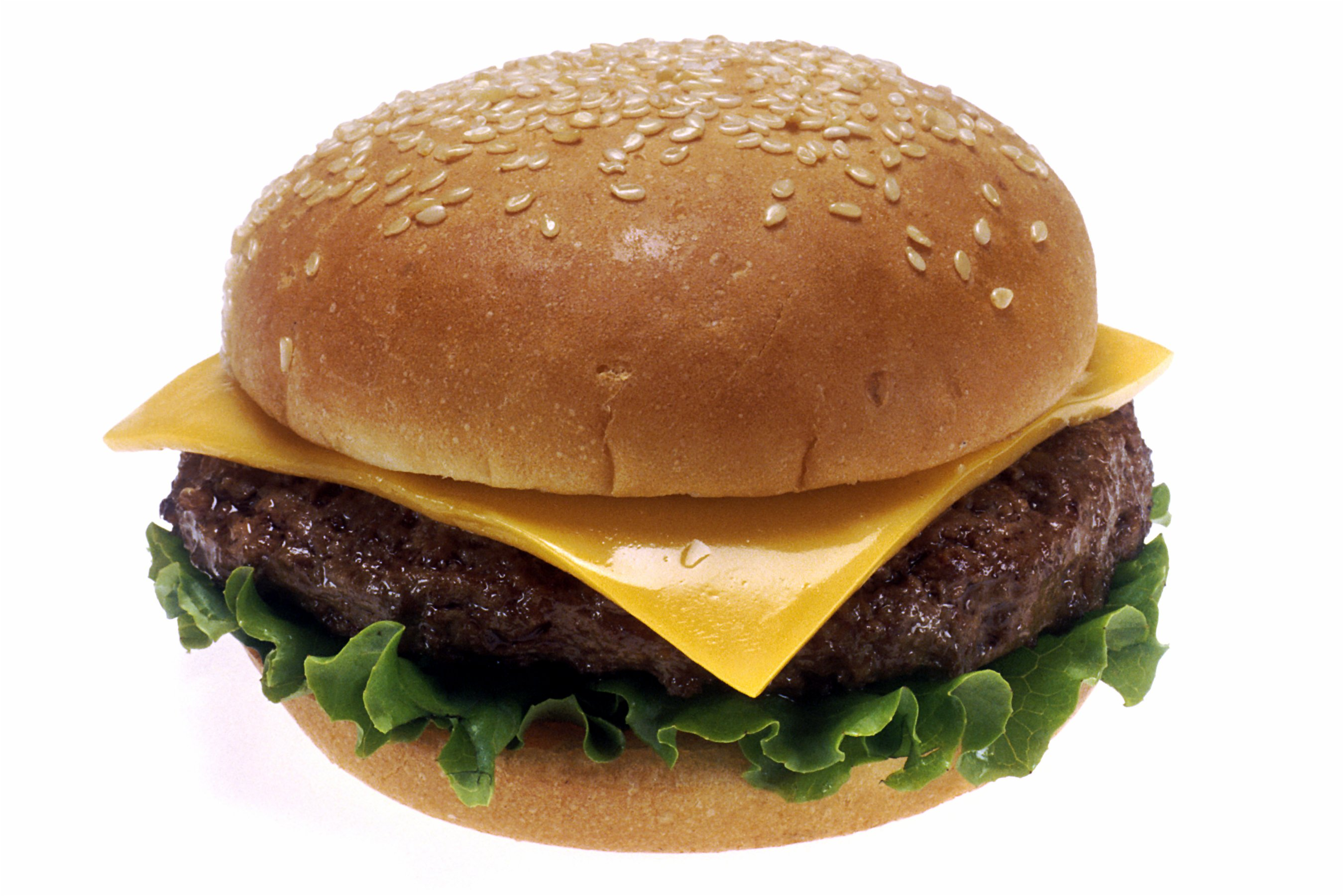
チーズバーガー

チーズバーガー（英語: cheeseburger）は、チーズを加えたハンバーガーである。「チーズバーガー」という言葉は「チーズ」と「ハンバーガー」のかばん語。

## 調理法
伝統的にチーズはミートパティの上に置かれるが、構造、具材等が様々な物がある。チーズは通常スライスしたものを用い、溶けるようハンバーグが焼き上がる直前に乗せられる。チーズバーガーはレタス、トマト、オニオン、ピクルス、マスタード、マヨネーズ、ガーキン、ケチャップ等と共に供されることが多い。ファストフード店では、チーズはプロセスチーズが用いられることが多いが、チェダーチーズ、スイスチーズ、モッツァレッラ、ブルーチーズ、ペッパージャックチーズ等の種類がある。
チーズバーガーに使われるチーズにより、ハンバーガーの栄養素は大幅に変化する。例えば、チェダーチーズのスライスを加えることで、熱量が95キロカロリー、飽和脂肪酸が4.5g増加する。

## 歴史
ハンバーガーにチーズを加えることは、1920年代中盤から1930年代中盤にかけて流行したが、誰が最初にチーズバーガーを発明したかについては論争がある。カリフォルニア州パサデナで父親が経営するサンドイッチ店で働いていた、当時16歳のLionel Sternbergerが、試しに一切れのアメリカンチーズを熱々のハンバーグに乗せてみたのが始まりだとも言われている。
また、ケンタッキー州ルイビルのKaelin's Restaurantが1934年に発明したという主張もある。その1年後には、コロラド州デンバーにあるHumpty Dumpty Drive-InのLouis Ballastが"cheeseburger"の商標を取得した。

## 種類

### 具材

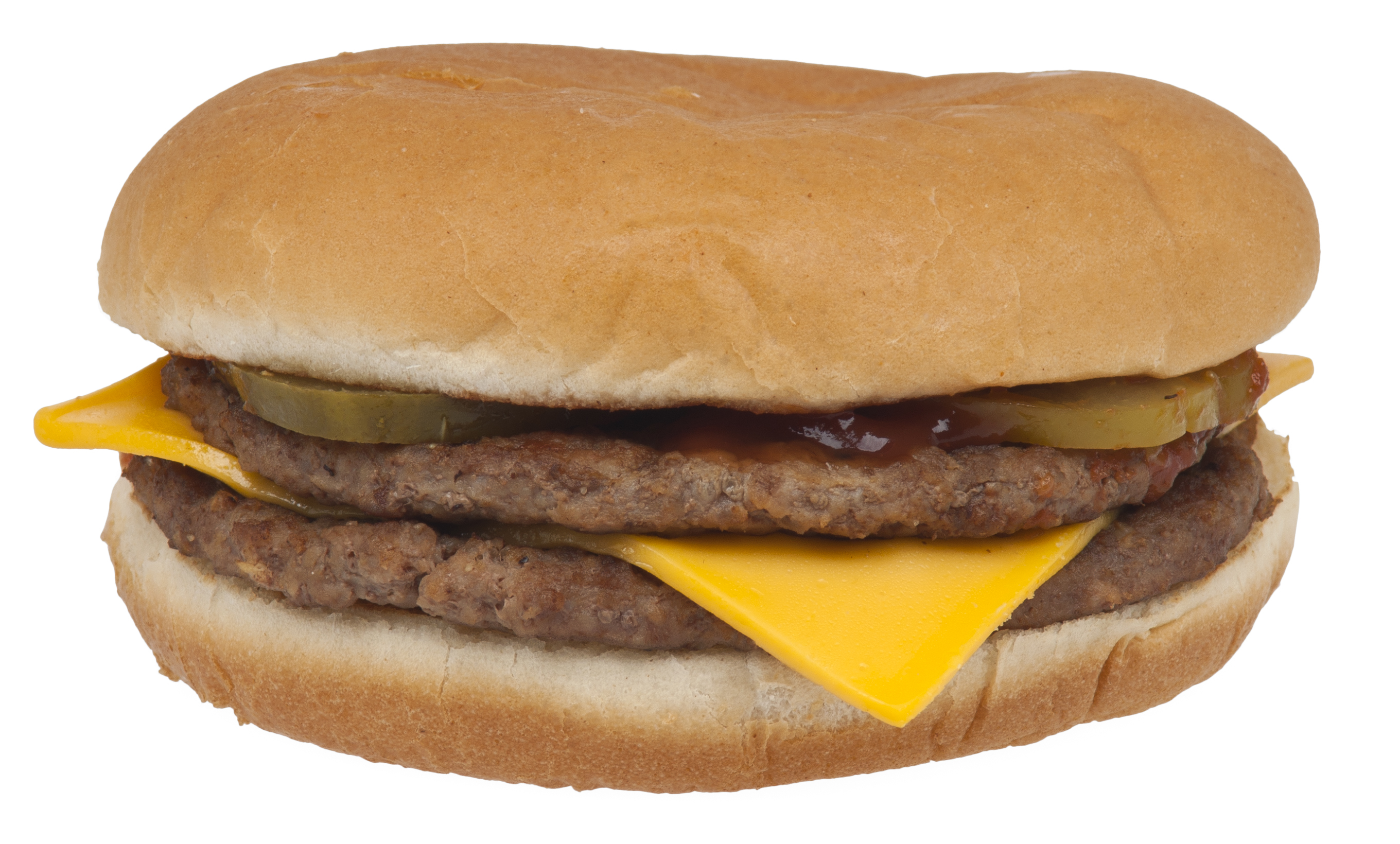
マクドナルドのダブルチーズバーガー

チーズバーガーの具材には、地域ごとに好まれるハンバーガーの具材と同じ傾向が見られる。地域ごとのトッピングには、ベーコン、アボカド、ワカモレ、マッシュルーム、チーズソース、チリ等がある。またその他に、卵、フェタチーズ、サルサ、ハラペーニョ、チリペッパー、アンチョビ、ハム、ボロニアソーセージ、ホースラディッシュ、ザワークラウト、パストラミ、テリヤキビーフ、タルタルソース、フレンチフライ、オニオンリング、ポテトチップス、バター、パイナップル等が加えられることもある。
チーズバーガーには、2枚以上のパティや2枚以上のチーズが使われることもある。2枚ずつ使ったものは「ダブルチーズバーガー」、3枚ずつ使ったものは「トリプルチーズバーガー」、4枚ずつ使ったものは「クアドラプルチーズバーガー」とも呼ばれる。

### 宗教と地域

#### イスラエル
チーズバーガーには挽いた肉とチーズが使われているため、ユダヤ教のカシュルートとは見なされない。「ミルクと肉を混ぜたもの」は、ハラーハーで禁じられている。カシュルートの基本を成すこの規則は、出エジプト記中の詩で、「母の乳の中で子ヤギを煮てはならない」とされているのに基づいている。この禁止は、申命記の中でも再び登場する。
この規則は、マクドナルドが現地でフランチャイズをオープンし、チーズバーガーを提供し始めた時に、エルサレムで食のタブーを巡る大論争を巻き起こした。それ以来、マクドナルドはイスラエル国内では、カシュルートに沿った店舗と沿っていない店舗の両方を展開している。

#### ニューヨーク
カシュルートに沿ったチーズバーガーを提供するために、ニューヨークのレストランでは、大豆でできたアナログチーズを用いたチーズバーガーを提供し議論を呼んでいる。